# Marco Antonio de Almeida
Marco Antonio de Almeida Koch (Ijuí. Río Grande del Sur, 29 de julio de 1969) es un entrenador y exfutbolista brasileño nacionalizado mexicano que jugaba en la posición de delantero.

## Carrera

### Como futbolista
Jugó en México gran parte de su carrera para equipos como el Club Deportivo Marte, Club Universidad Nacional, Pachuca Club de Fútbol y Gavilanes de Nuevo Laredo.
Fue campeón de goleo de la Primera división 'A' mexicana en la temporada 1994-95 con el CD Marte. En la temporada 1995-96 es contratado por los Pumas de la UNAM donde logra marcar 11 goles en los 35 partidos que jugó como titular. En el invierno de 1996 y el verano de1997 continuó con la institución universitaria marcando 6 y 5 goles respectivamente en cada torneo.
En el invierno de 1998 es contratado por el Club de Fútbol Pachuca con Andrés Fassi como entrenador, en Pachuca jugaría 16 de los 17 juegos de la temporada, pero únicamente anotó 3 goles.
En el 2002 participó con el Club de Fútbol Gavilanes en la Primera división 'A' mexicana, jugando 14 encuentros y marcando 3 goles. En ese mismo año jugó con los Toros Neza.

### Como entrenador
En diciembre de 2012 se convierte en el entrenador del Club Celaya sustituyendo a Miguel de Jesús Fuentes. el 19 de marzo fue destituido de su cargo como director técnico del Celaya FC del Ascenso MX derivado de las protestas sin autorización de la plantilla de jugadores con bolsas de papel en la cabeza, ante la falta de pagos por dos meses de parte de la directiva encabezada por Alejandro Márquez. Actualmente está asociado con Rodrigo Ruiz y otros empresarios, donde Retornaran a Toros Neza al fútbol mexicano.

## Clubes

### Como futbolista
| Club                        | País   | Año         |
| --------------------------- | ------ | ----------- |
| Club Deportivo Marte        | México | 1994 - 1995 |
| Pumas de la UNAM            | México | 1995 - 1997 |
| Club de Fútbol Pachuca      | México | 1997 - 1998 |
| Tiburones Rojos de Veracruz | México | 1999 - 2000 |
| Club Atlético Zacatepec     | México | 2000 - 2001 |
| Correcaminos de la UAT      | México | 2001        |
| Toros Neza                  | México | 2002        |
| Gavilanes de Nuevo Laredo   | México | 2002        |

### Como entrenador
| Club                                   | País   | Año         |
| -------------------------------------- | ------ | ----------- |
| Celaya Fútbol Club                     | México | 2012 - 2014 |
| Santos de Soledad                      | México | 2015        |
| Instituto Cumbres y Alpes de Querétaro | México | 2018        |